# Alejandro Fuentes Bergström
Alejandro Fuentes Bergström är en svensk fiktiv humorfigur i form av en extremt välstrukturerad chilensk apa. Upphovsmännen till figuren är Martin Marklund och Petrus Kukulski, där den senare även förser Alejandros röst åt inslagen.
Alejandro Fuentes Bergström förekom för första gången i piloten "Godnatt Jord" i humorserien Humorlabbet som visades på Sveriges Television under hösten 2006. I programmet visade han upp sitt system av mappar och talade om vikten av struktur. Hans son Eduardo gjorde även ett framträdande i programmet och pratade om sina idoler och framtidplaner.
Figuren dök under 2008 upp i ett antal reklamfilmer för webbplatsen Mymoney från Intrum Justitia, där han undervisar ungdomar om vikten att hålla koll på sin ekonomi. Under Guldäggsgalan 2009 belönades filmerna med ett Silverägg, efter Radiotjänsts "Tack"-reklamfilmer, samt priset Guldskrift för den originella idén. Under våren 2009 figurerade Alejandro i ett antal humorinslag i musikprogrammet Popcirkus i SVT. Struktur var fortfarande huvudtemat, men denna gång hade inslagen inriktning på musik.
Karaktären har nått en viss kultstatus. När Benny Andersson begärde sitt porträtt borttaget från ankomsthallen vid Arlanda flygplats i protest mot planerna för en omvandling av Slussen i Stockholm höll SVT ABC i mars 2012 en omröstning på Facebook om vem som skulle ersätta honom. Efter några dagar hade Alejandro Fuentes Bergström gått upp i ledning i omröstningen. I maj hade figuren dock halkat ner till en tredje plats. 
Inför sommaren 2012 släppte figuren singeln "Jag fullkomligt jublar" där han sjunger om hur underbart strukturerat och välordnat han tycker att det svenska samhället är.
Alejandro Fuentes Bergström medverkade i "Swag i skogen" av Det Vet Du som släpptes 14 oktober 2014.